# Гровен (Дитмаршен)
Гровен (нем. Groven) — община в Германии, в земле Шлезвиг-Гольштейн.
Входит в состав района Дитмаршен. Подчиняется управлению КЛьГ Лунден. Население составляет 131 человек (на 31 декабря 2010 года). Занимает площадь 7,9 км².
Коммуна подразделяется на 5 сельских округов.